# Peprilus
Peprilus – rodzaj ryb z rodziny żuwakowatych (Stromateidae). W języku polskim określane są zwyczajową nazwą błyszczyki, ale nazwa ta jest stosowana również dla ryb kąsaczokształtnych z rodzaju Moenkhausia.

## Klasyfikacja
Gatunki zaliczane do tego rodzaju:
- Peprilus burti
- Peprilus medius
- Peprilus ovatus
- Peprilus paru – błyszczyk karaibski[7]
- Peprilus simillimus – błyszczyk kalifornijski[7]
- Peprilus snyderi
- Peprilus triacanthus – błyszczyk[7]

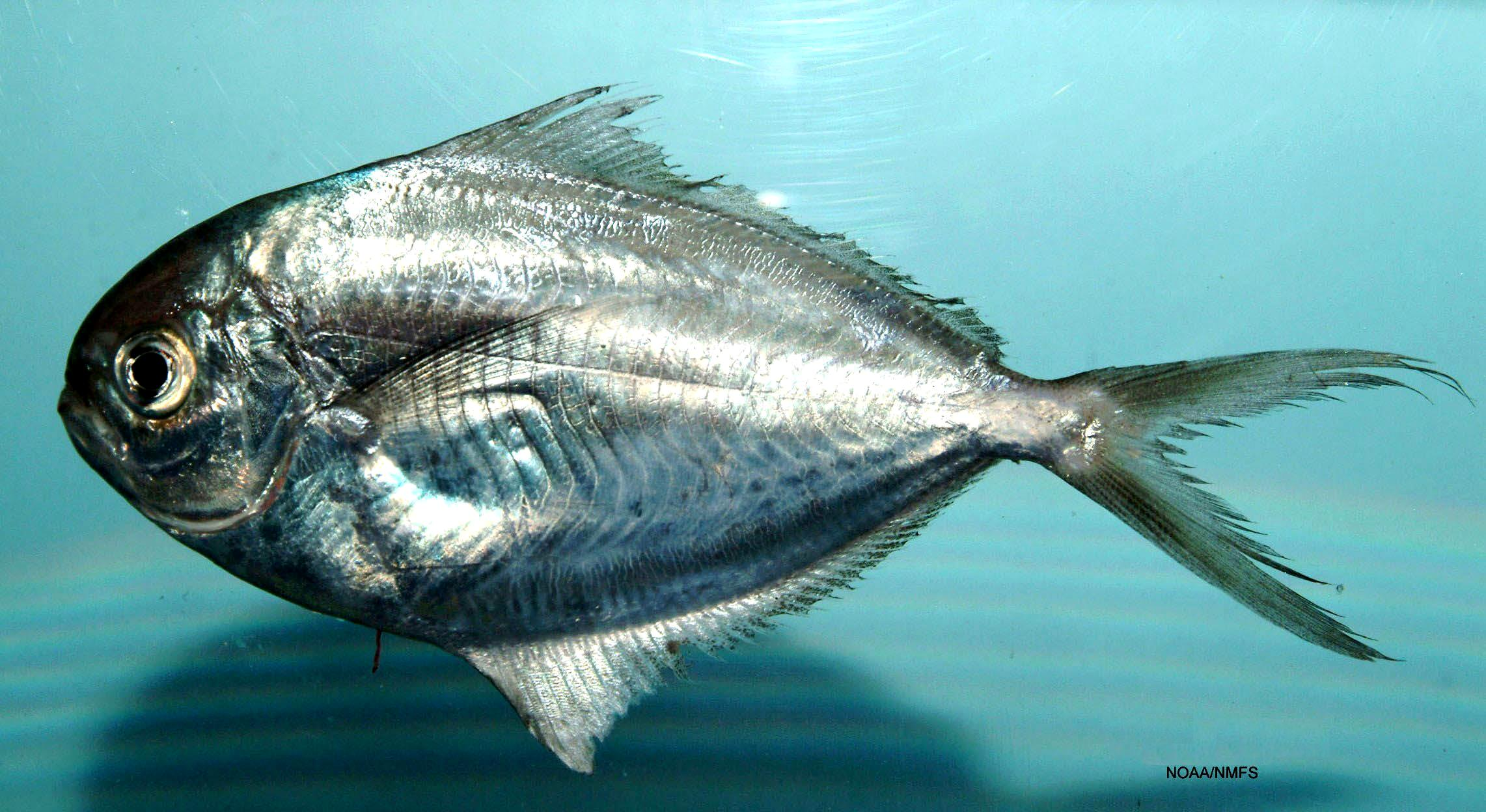
Peprilus burti
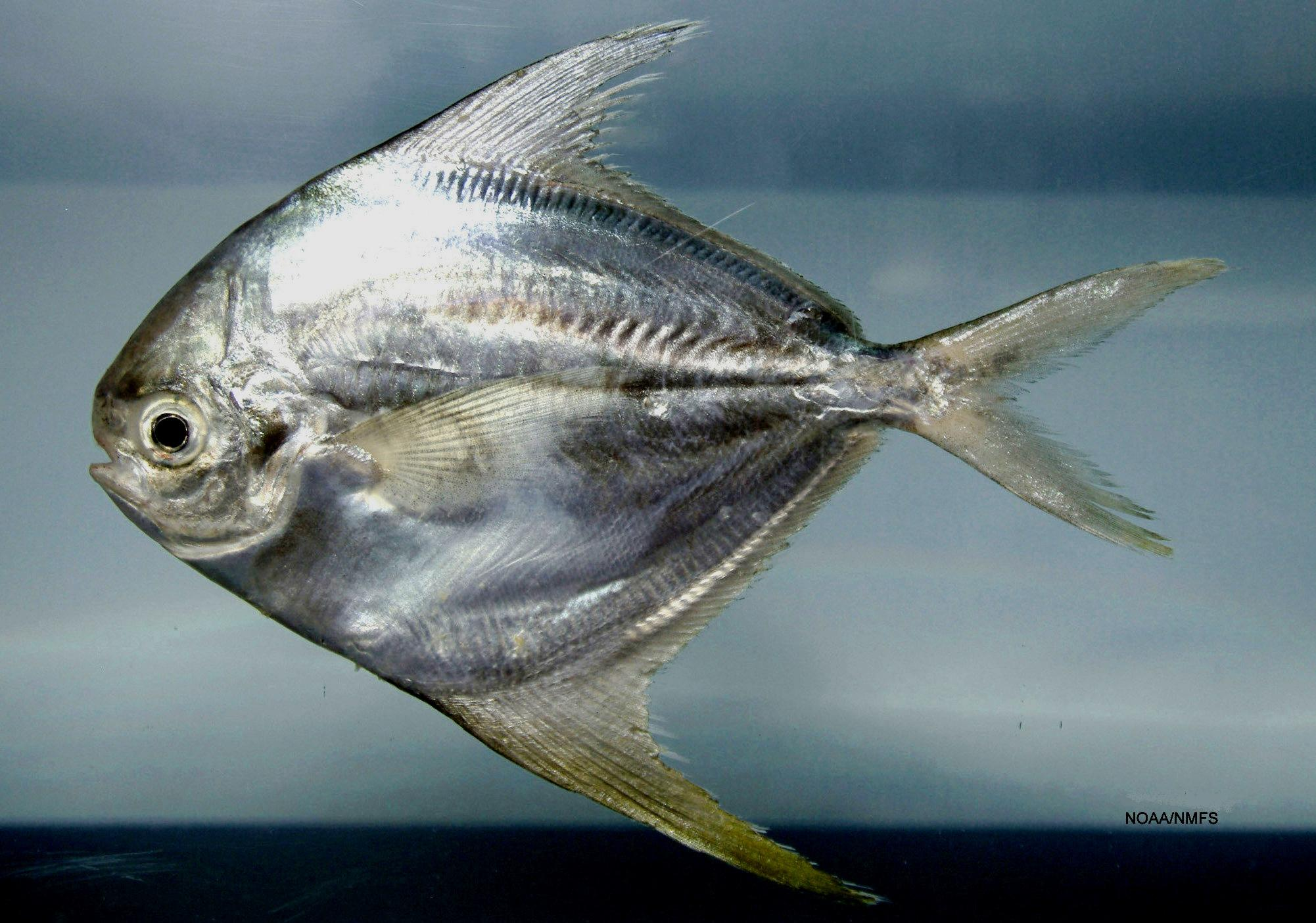
Peprilus paru